# Unonopsis bauxitae
Unonopsis bauxitae är en kirimojaväxtart som beskrevs av Maas, Westra och Mello-silva. Unonopsis bauxitae ingår i släktet Unonopsis och familjen kirimojaväxter. Inga underarter finns listade i Catalogue of Life.